# Cody Ceci
Cody Ceci (né le 21 décembre 1993 à Ottawa dans la province de l'Ontario) est un joueur professionnel canadien de hockey sur glace. Il évolue au poste de défenseur.

## Biographie

### Carrière en club
En 2009, il commence sa carrière junior avec les 67's d'Ottawa dans la Ligue de hockey de l'Ontario. Il est choisi au premier tour, en quinzième position par les Sénateurs d'Ottawa lors du repêchage d'entrée dans la LNH 2012. Il passe professionnel en 2013 avec les Senators de Binghamton dans la Ligue américaine de hockey. Le 12 décembre 2013, il joue son premier match dans la Ligue nationale de hockey avec les Sénateurs face aux Sabres de Buffalo.
Le 1er juillet 2019, il est échangé aux Maple Leafs de Toronto avec Ben Harpur, Aaron Luchuk et un choix de 3e tour en 2020 en retour du défenseur Nikita Zaitsev et des attaquants Connor Brown et Michael Carcone.

### Carrière internationale
Il représente l'équipe du Canada en sélections jeunes.

## Trophées et honneurs personnels

### Ligue de hockey de l'Ontario
- 2011-2012 : nommé dans la deuxième équipe d'étoiles
- 2012-2013 : nommé dans la deuxième équipe d'étoiles

## Statistiques

### En club
| Saison     | Équipe                 | Ligue      |     | Saison régulière | Saison régulière | Saison régulière | Saison régulière | Saison régulière |   | Séries éliminatoires | Séries éliminatoires | Séries éliminatoires | Séries éliminatoires | Séries éliminatoires |
| Saison     | Équipe                 | Ligue      | PJ  | B                | A                | Pts              | Pun              | PJ               | B | A                    | Pts                  | Pun                  |                      |                      |
| 2008-2009  | Stars de Peterborough  | LHJO       | 3   | 0                | 0                | 0                | 2                | -                | - | -                    | -                    | -                    |                      |                      |
| 2009-2010  | 67's d'Ottawa          | LHO        | 64  | 4                | 8                | 12               | 12               | 12               | 0 | 3                    | 3                    | 0                    |                      |                      |
| 2010-2011  | 67's d'Ottawa          | LHO        | 68  | 9                | 25               | 34               | 28               | 4                | 0 | 2                    | 2                    | 4                    |                      |                      |
| 2011-2012  | 67's d'Ottawa          | LHO        | 64  | 17               | 43               | 60               | 14               | 18               | 2 | 13                   | 15                   | 4                    |                      |                      |
| 2012-2013  | 67's d'Ottawa          | LHO        | 42  | 11               | 29               | 40               | 10               | -                | - | -                    | -                    | -                    |                      |                      |
| 2012-2013  | Attack d'Owen Sound    | LHO        | 27  | 8                | 16               | 24               | 2                | 12               | 1 | 9                    | 10                   | 0                    |                      |                      |
| 2012-2013  | Senators de Binghamton | LAH        | 3   | 1                | 1                | 2                | 0                | 3                | 0 | 0                    | 0                    | 0                    |                      |                      |
| 2013-2014  | Senators de Binghamton | LAH        | 27  | 2                | 17               | 19               | 10               | 4                | 1 | 1                    | 2                    | 0                    |                      |                      |
| 2013-2014  | Sénateurs d'Ottawa     | LNH        | 49  | 3                | 6                | 9                | 14               | -                | - | -                    | -                    | -                    |                      |                      |
| 2014-2015  | Sénateurs d'Ottawa     | LNH        | 81  | 5                | 16               | 21               | 6                | 6                | 0 | 2                    | 2                    | 0                    |                      |                      |
| 2015-2016  | Sénateurs d'Ottawa     | LNH        | 75  | 10               | 16               | 26               | 18               | -                | - | -                    | -                    | -                    |                      |                      |
| 2016-2017  | Sénateurs d'Ottawa     | LNH        | 79  | 2                | 15               | 17               | 20               | 19               | 0 | 1                    | 1                    | 2                    |                      |                      |
| 2017-2018  | Sénateurs d'Ottawa     | LNH        | 82  | 5                | 14               | 19               | 12               | -                | - | -                    | -                    | -                    |                      |                      |
| 2018-2019  | Sénateurs d'Ottawa     | LNH        | 74  | 7                | 19               | 26               | 18               | -                | - | -                    | -                    | -                    |                      |                      |
| 2019-2020  | Maple Leafs de Toronto | LNH        | 56  | 1                | 7                | 8                | 20               | 5                | 1 | 0                    | 1                    | 4                    |                      |                      |
| 2020-2021  | Penguins de Pittsburgh | LNH        | 53  | 4                | 13               | 17               | 10               | 6                | 0 | 2                    | 2                    | 0                    |                      |                      |
| 2021-2022  | Oilers d'Edmonton      | LNH        | 78  | 5                | 23               | 28               | 14               | 16               | 1 | 6                    | 7                    | 12                   |                      |                      |
| 2022-2023  | Oilers d'Edmonton      | LNH        | 80  | 1                | 14               | 15               | 24               | 12               | 0 | 1                    | 1                    | 2                    |                      |                      |
| 2023-2024  | Oilers d’Edmonton      | LNH        | 79  | 5                | 20               | 25               | 14               | 24               | 2 | 3                    | 5                    | 0                    |                      |                      |
| Totaux LNH | Totaux LNH             | Totaux LNH | 786 | 48               | 163              | 211              | 170              | 88               | 4 | 15                   | 19                   | 20                   |                      |                      |

### En équipe nationale
| Année | Compétition                          |    | PJ | B | A | Pts | Pun | +/-           |  | Résultat |
| 2011  | Championnat du monde moins de 18 ans | 7  | 0  | 1 | 1 | 2   | +3  | 4e place      |  |          |
| 2016  | Championnat du monde                 | 10 | 1  | 5 | 6 | 0   | +8  | Médaille d'or |  |          |